# Munktellarenan

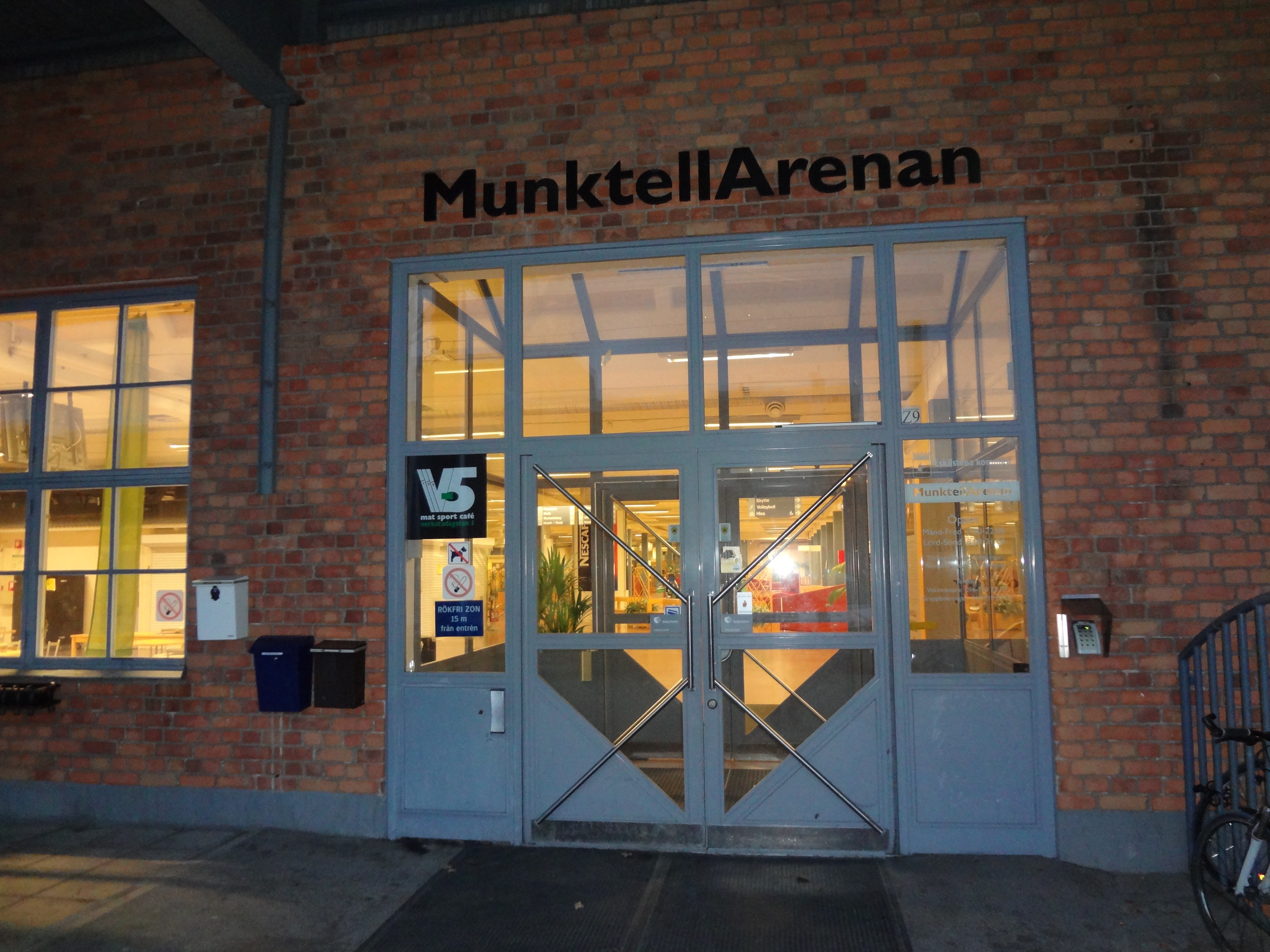
Ingången närmast Eskilstunaån

Munktellarenan är en multiidrottsanläggning i Eskilstuna. Arenan är belägen i de gamla hamnkvarteren och Volvo BM:s före detta fabriker i Munktellstaden.
Här finns 15 000 kvadratmeter sportyta i tre plan.

## Aktiviteter i MunktellArenan
- Bangolf
- Boule
- Bordtennis
- Bågskytte
- Friidrott
- Innebandy
- Skytte
- Styrketräning
- Volleyboll
- Sport Ju-Jutsu

## Bildgalleri

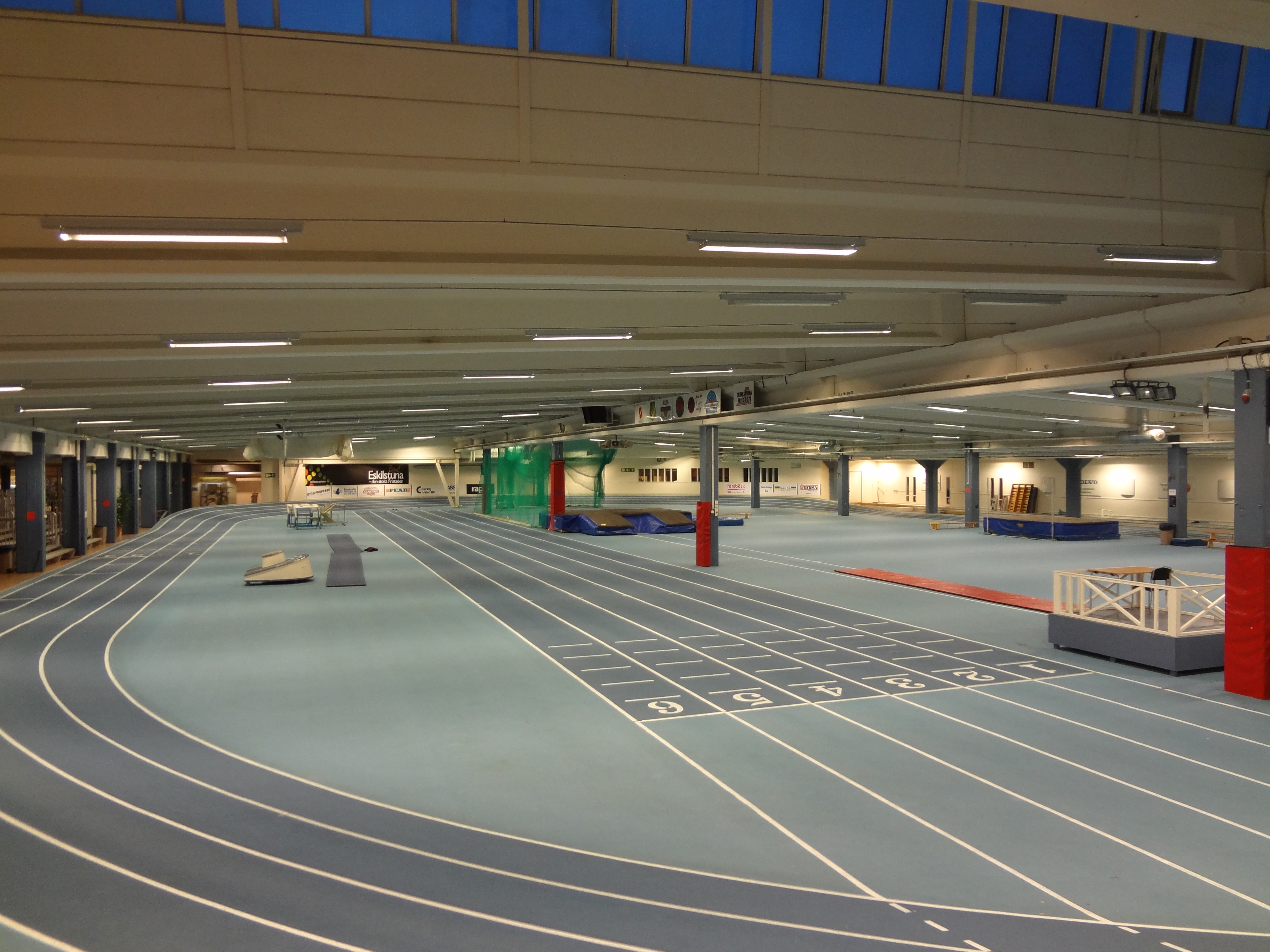
Friidrottsanläggningen
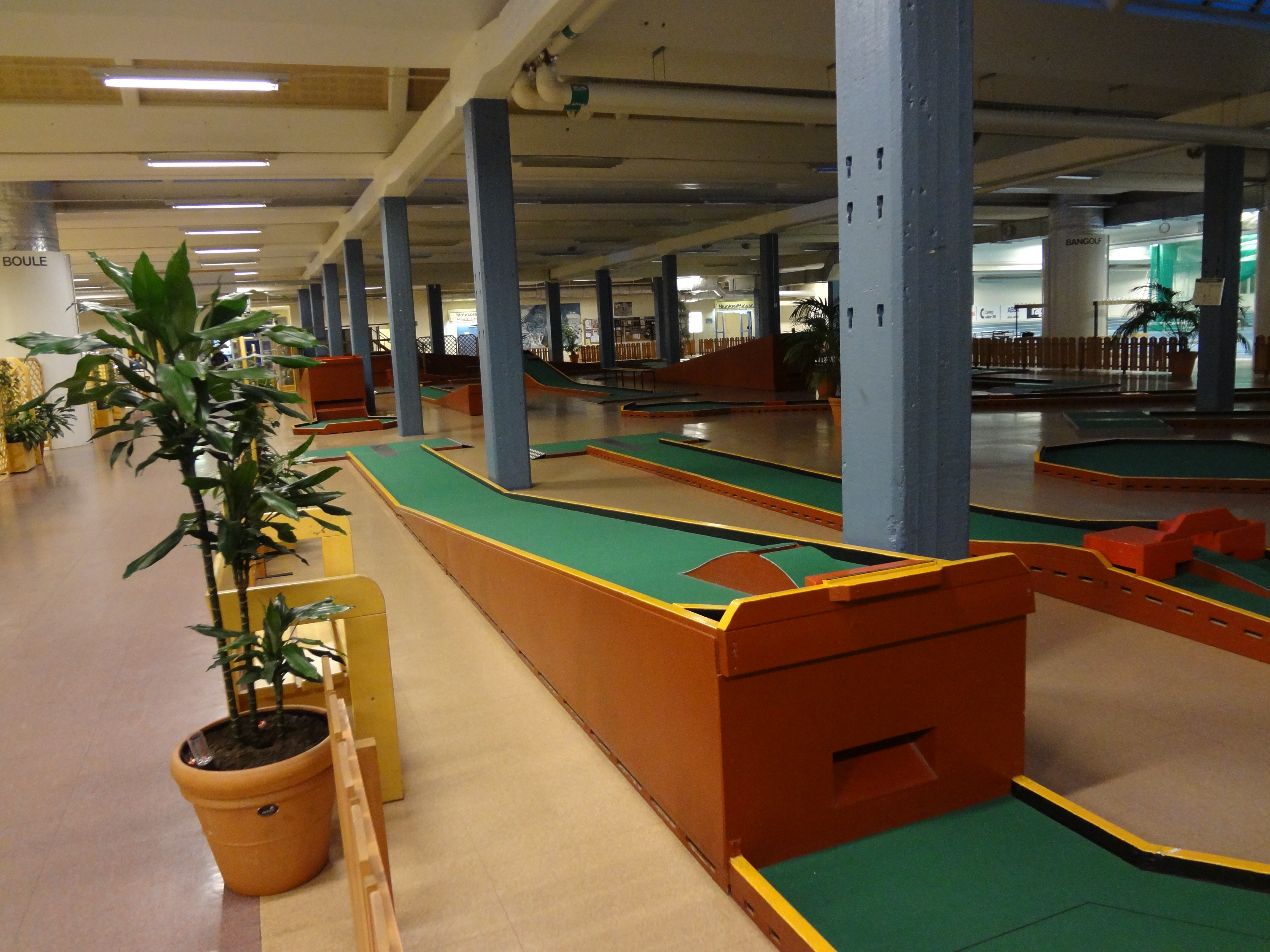
Bangolf
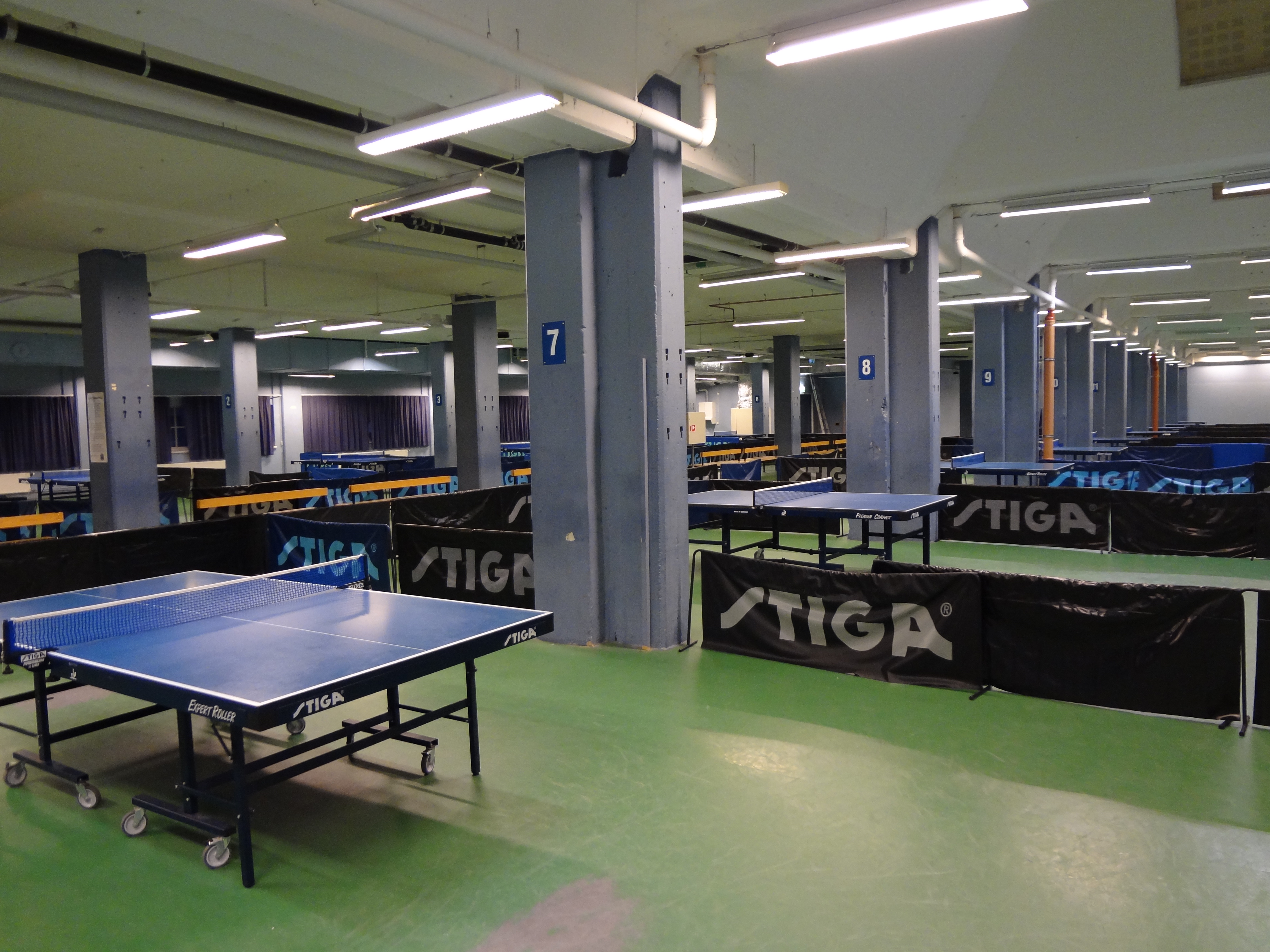
Bordtennis
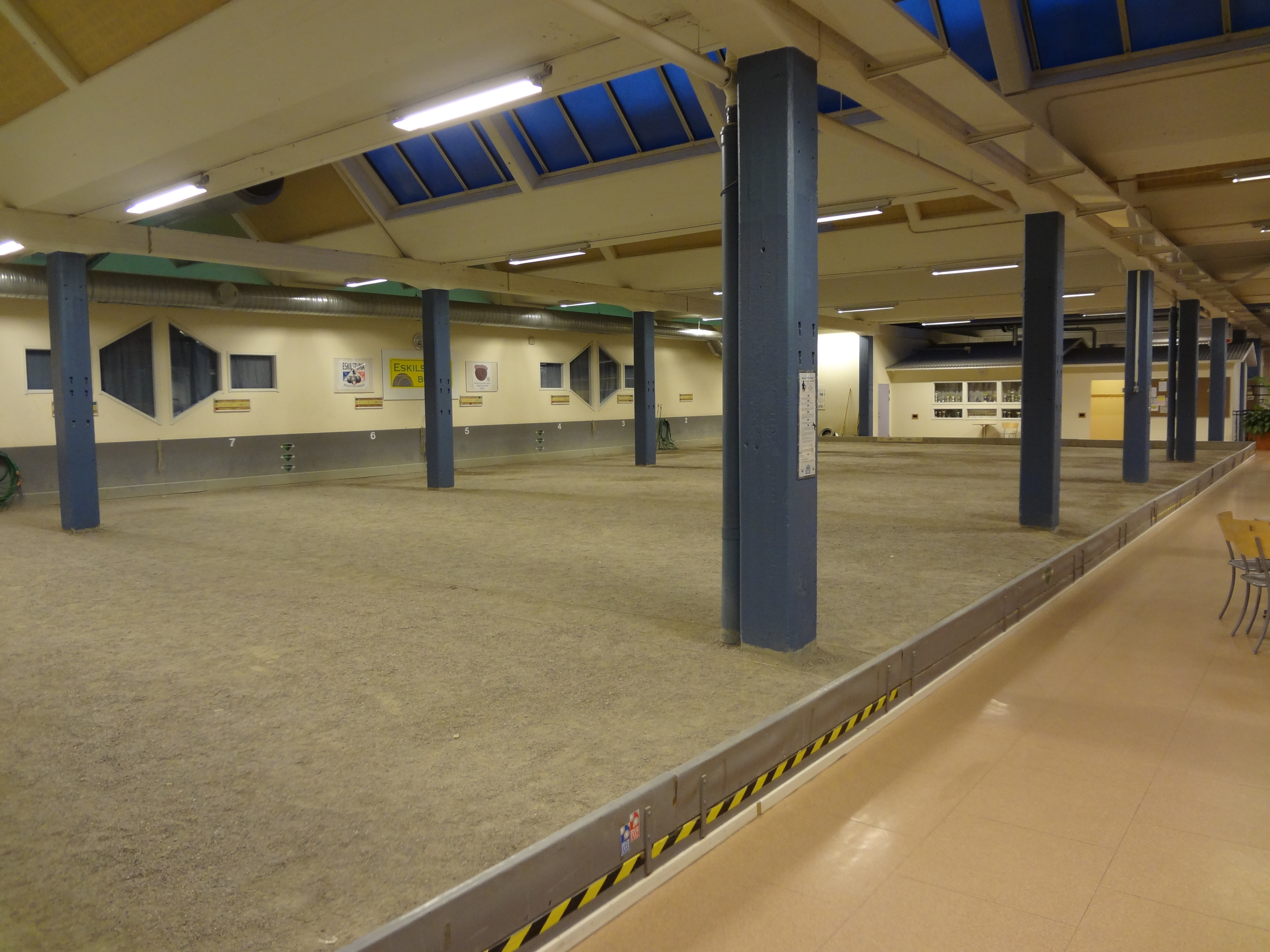
Boulebanor
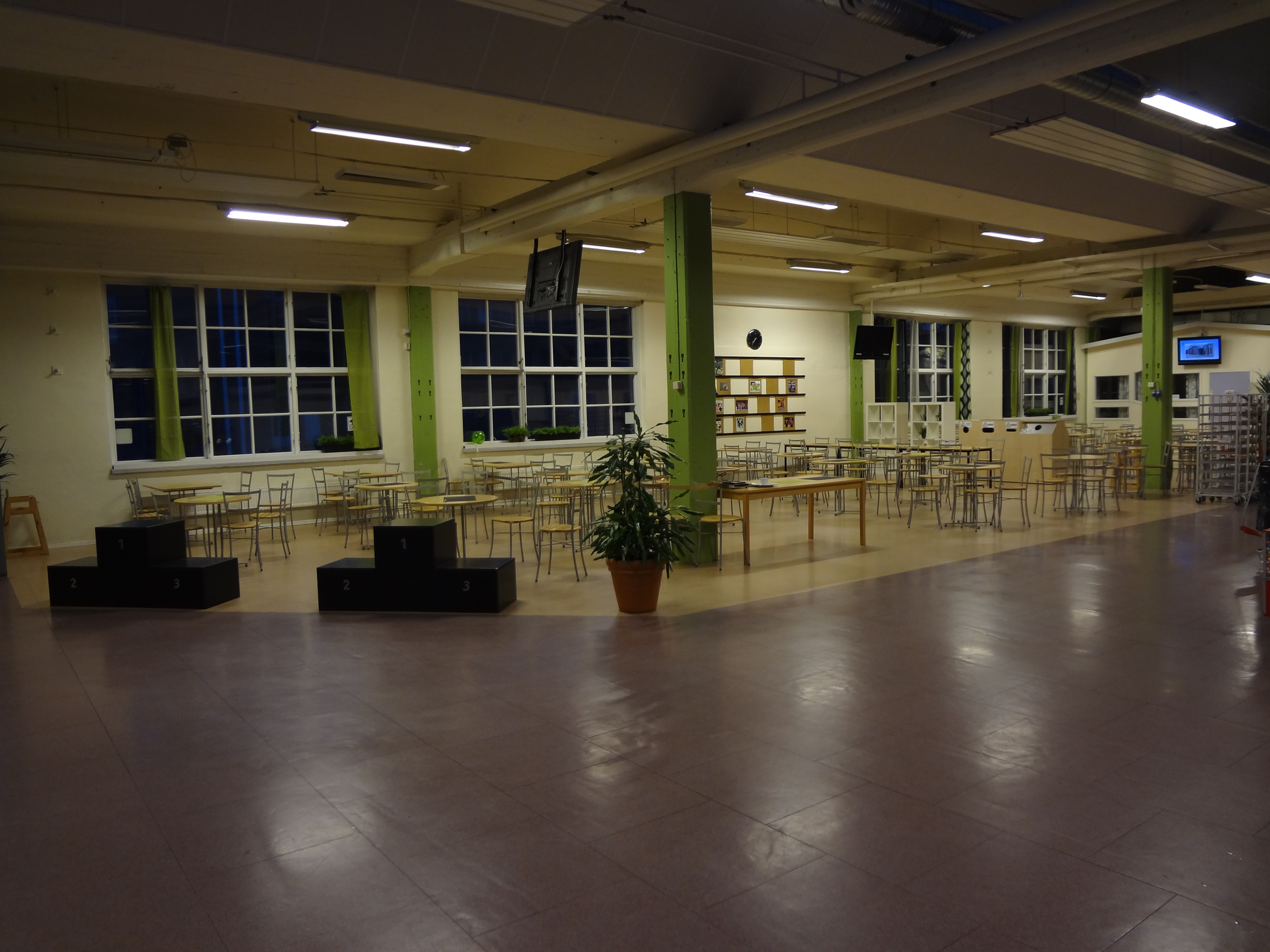
Café
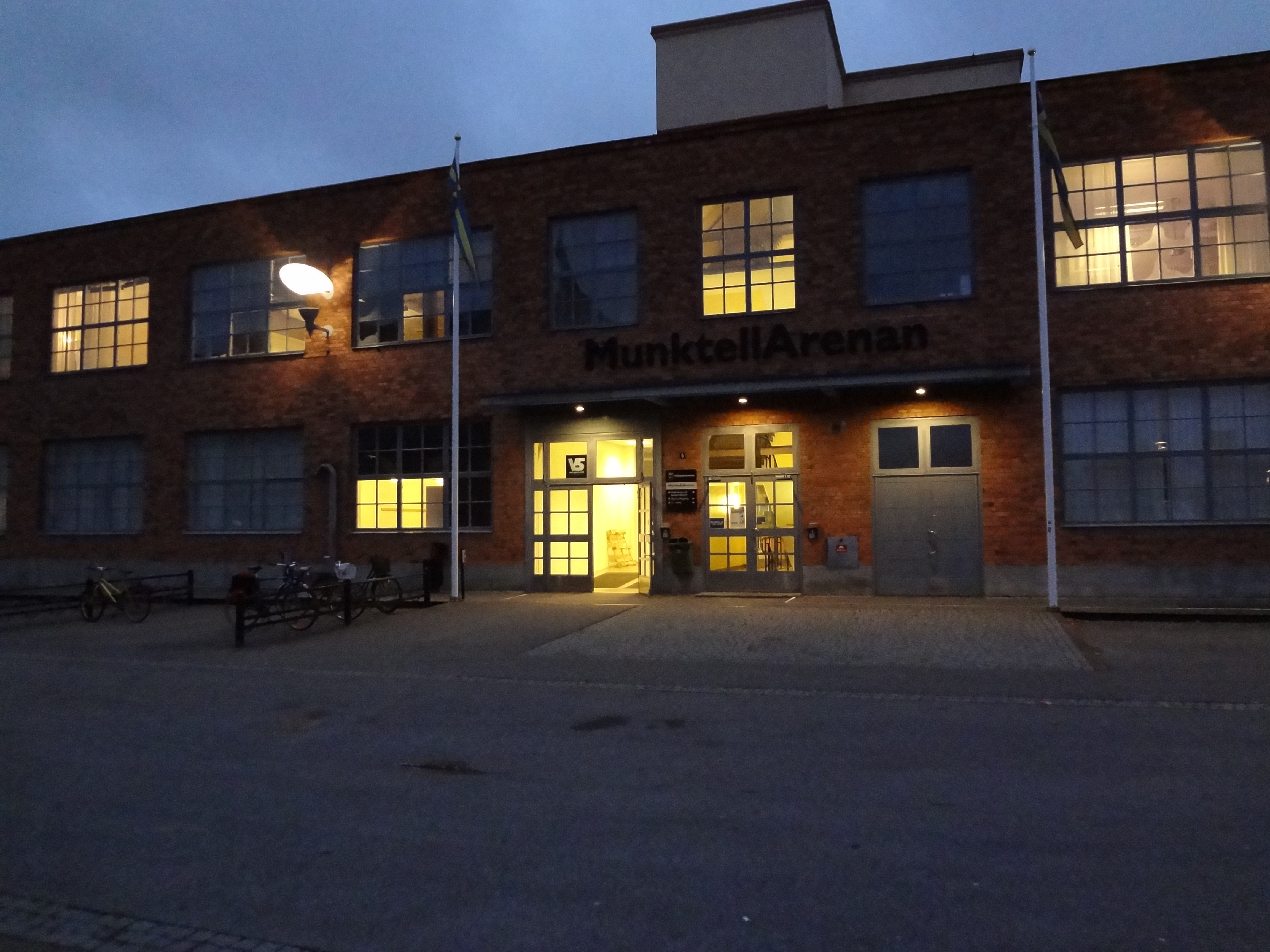
Ingång från Verkstadsgatan